# Birnaviridae
Die Familie Birnaviridae umfasst mehrere Gattungen (Genera) von Virusspezies mit doppelsträngiger RNA, die ähnlich der Familie Partitiviridae in zwei Segmenten vorliegt. Von der Eigenschaft dieser Segmentierung (bi-RNA) leitet sich der Familienname ab. Die Viren dieser Familie haben keine Ähnlichkeiten in der Nukleinsäuresequenz mit anderen Virustaxa. Die VP4-Protease der Birnaviridae zeigt Homologien zu einer ATP-abhängigen Protease in Bakterien und Organellen. Nach neueren Untersuchungen gibt es Ähnlichkeiten in der Sekundärstruktur des viralen RNA-abhängigen RNA-Polymerase (RdRP) der Birnaviridae zu Mitgliedern der früheren Familie Tetraviridae (2011 vom International Committee on Taxonomy of Viruses (ICTV) aufgeteilt in die Familien Alphatetraviridae, Carmotetraviridae und Permutotetraviridae). Diese Befunde lassen den Schluss zu, dass die Birnaviridae zu den evolutionsgeschichtlich ältesten Viren gehören.

## Systematik

### Innere Systematik

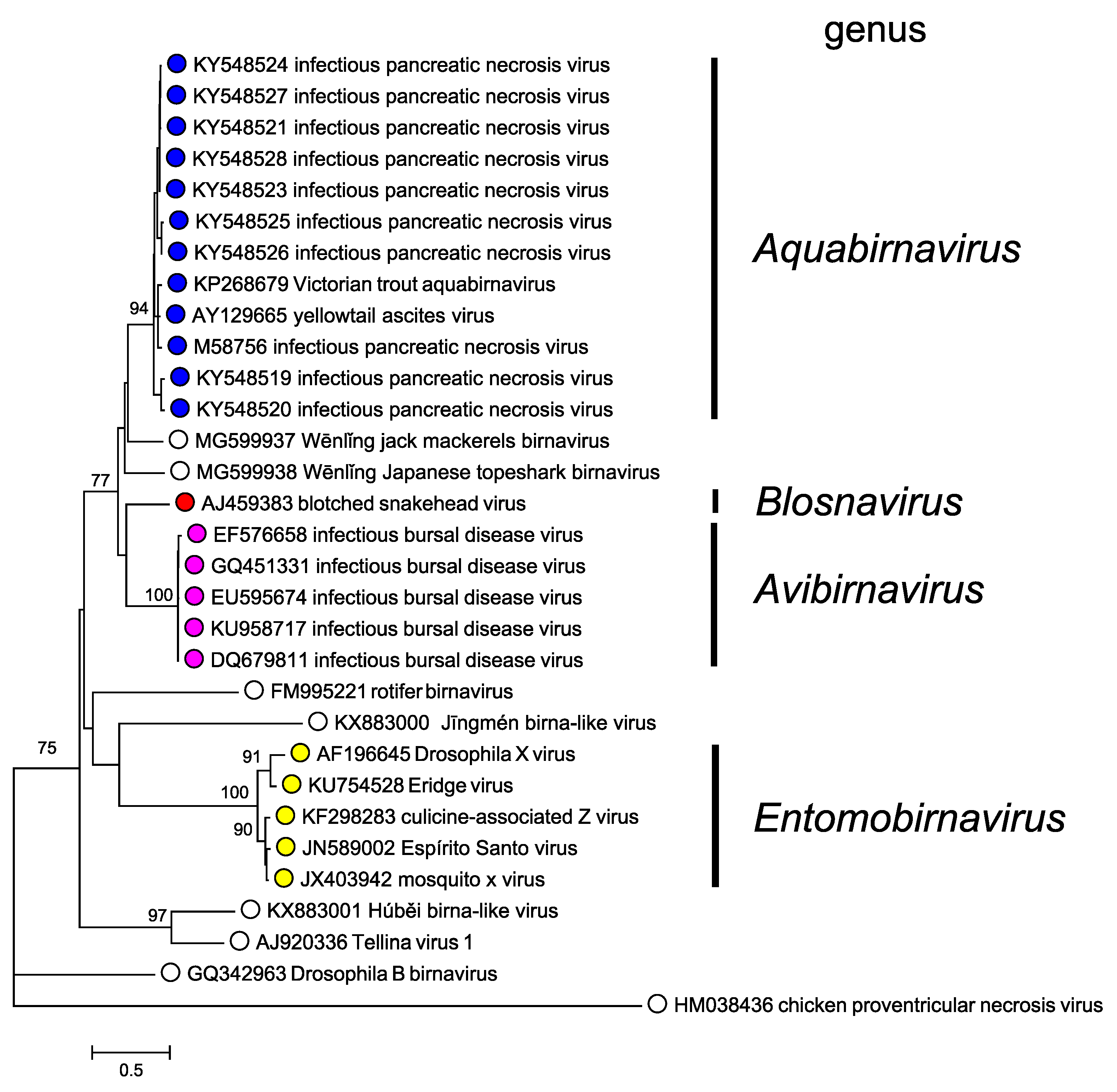
Phylogenetischer Baum der Birnaviridae

Die folgende Gliederung in Gattungen der Birnaviridae folgt den Vorgaben des International Committee on Taxonomy of Viruses (ICTV) mit Stand 3. April 2024.
Familie Birnaviridae
- Gattung Aquabirnavirus, bei Fischen, Weichtieren und Krebstieren
  - Spezies Aquabirnavirus ascitae
    - Yellowtail-Ascites-virus (en. Yellowtail ascites virus, YTAV)

  - Spezies Aquabirnavirus salmonidae (ehem. Typusspezies)
    - Virus der infektiösen Pankreasnekrose (en. Infectious pancreatic necrosis virus, IPNV) – Erreger der Infektiösen Pankreasnekrose der Salmoniden d. h. Lachsfische

  - Spezies Aquabirnavirus tellinae
    - Tellina-Virus (en. Tellina virus), siehe Tellinoidea

- Gattung Avibirnavirus bei Vögeln
  - Spezies Avibirnavirus gumboroense
    - Virus der Infektiösen Bursitis (en. Infectious bursal disease virus, IBDV)

- Gattung Blosnavirus
  - Spezies Blosnavirus channae
    - Blotched-Snakehead-Virus (en. Blotched snakehead virus, BSNV – siehe Schlangenkopffische: Channa maculata englisch Blotched snakehead)

  - Spezies Blosnavirus lati
    - Lates calcarifer birnavirus (LCBV)

- Gattung Dronavirus
  - Spezies Dronavirus drosophilae
    - Drosophila-B-Virus (en. Drosophila B birnavirus, DBV)

- Gattung Entomobirnavirus bei Insekten
  - Spezies Entomobirnavirus anophelae
    - Moskito-X-Virus (en. Mosquito X virus, MoXV)

  - Spezies Entomobirnavirus drosophilae (ehem. Typusspezies)
    - Drosophila-X-Virus (en. Drosophila X virus, DXV – siehe Drosophila)

- Gattung Ronavirus
  - Spezies Ronavirus rotiferae
    - Rotifer-Birnavirus (RBV)[4]

- Gattung Telnavirus
  - Spezies Telnavirus tellinae
    - Tellina-Virus 1 (TV1)

### Äußere Systematik
Koonin et al haben 2015 die Birnaviridae taxonomisch (aufgrund ihrer Verwandtschaft) der von ihnen postulierten Supergruppe ‚Alphavirus-like superfamily‘ zugeordnet. In unmittelbarer verwandtschaftlicher Nachbarschaft finden sich die Familien, die früher als ‚Tetraviridae‘  zusammengefasst wurden: Alphatetraviridae, Carmotetraviridae und Permutotetraviridae (von den Autoren noch nicht unterschieden).
Die Mitglieder dieser vorgeschlagenen Supergruppe gehören verschiedenen Gruppen der Baltimore-Klassifikation an, in der Regel handelt es sich um einzelsträngige RNA-Viren positiver Polarität ((+)ssRNA, Baltimore-Gruppe 4); es sind aber auch – wie die Birnaviridae – doppelsträngige Vertreter (mit dsRNA gekennzeichnet, Baltimore-Gruppe 3) zu finden.
Dieser Vorschlag wurde inzwischen abgelöst durch die Master species List #35 des ICTV vom März 2020. Eine Gegenüberstellung der Kladogramme findet sich bei Tymovirales §ICTV Master Species List #35.